# Municipio de Amata
El municipio de Amatas (en Letón: Amatas novads) es uno de los ciento diez municipios de Letonia, se encuentra localizado en el suroeste de dicho país báltico. Fue creado durante el año 2000 después de una reorganización territorial. La capital es la villa de Drabeši.

## Ciudades y zonas rurales
- Amatas pagasts (zona rural)
- Drabešu pagasts (zona rural)
- Nītaures pagasts (zona rural)
- Skujenes pagasts (zona rural)
- Zaubes pagasts (zona rural)

## Población y territorio
Su población se encuentra compuesta por un total de 6.369 personas (2009). La superficie de este municipio abarca una extensión de territorio de unos 741,8 kilómetros cuadrados. La densidad poblacional es de 8,59 habitantes por cada kilómetro cuadrado.